# Pagutan (Manyaran)
Pagutan is een bestuurslaag in het regentschap Wonogiri van de provincie Midden-Java, Indonesië. Pagutan telt 4266 inwoners (volkstelling 2010).